# クレアンデル (ゲラの僭主)
クレアンデル（ギリシア語: Κλέανδρος）はシケリア（シチリア）のギリシア人植民都市であるゲラ（現在のジェーラ）の僭主である。クレアンデル以前にはゲラは寡頭制で統治されていた。僭主として7年間ゲラを統治したが、紀元前498年にサビラスという名前のゲラ市民に暗殺された。サビラスは民主政の導入を望んでいたが、クレアンデルの弟であるヒポクラテスが僭主の座を引きついだ。
クレアンデルはシケリアの先住民であるシケル人との紛争に備えるために、ゲラに最初に城壁を築いた人物ではないかと言われている。この問題を引き起こしたのはクレアンデル自身であると考えられている。

## 参考資料
- この記事には現在パブリックドメインである次の出版物からのテキストが含まれている: Smith, William, ed. (1870). "Cleander (1)". Dictionary of Greek and Roman Biography and Mythology (英語). p. 778.

| 先代： — | ゲラの僭主 紀元前505年 – 紀元前498年 | 次代： ヒポクラテス |